# Matthew Best
Pour les articles homonymes, voir Best.
Matthew Best, né le 6 février 1957 et mort le 10 mai 2025, est un chanteur (basse) et chef d'orchestre britannique, particulièrement de musique vocale. Il est le fondateur de l'ensemble Corydon Singers. À partir de 1985, il est le chef invité de l'English Chamber Orchestra. Ses enregistrements, tous pour le label Hyperion, se concentrent sur la musique vocale d'Anton Bruckner.

## Biographie
Matthew Best naît le 6 février 1957 à Farnborough (Kent).
Il étudie au King's College de Cambridge et au National Opera Studio (en) de Londres avant de faire ses débuts en 1980 à Aldeburgh dans le rôle de Snout dans A Midsummer Night's Dream de Benjamin Britten,.
En 1982, il remporte le « Decca-Ferrier Award ».
Entre 1980 et 1986, Best est membre de la troupe de Covent Garden, où il chante de nombreux rôles, Timur (Turandot), Colline (La Bohème), Fiorello (Le Barbier de Séville), le Moine/Charles V (Don Carlos), Masetto (Don Giovanni), le Docteur (Macbeth et Pelléas et Mélisande), le Commissaire de police (Lulu), Hans Foltz (Die Meistersinger) et Lamoral (Arabella), et participe à la création britannique de Un re in ascolto de Luciano Berio (1989).
Sur scène, il se produit également avec Opera North, Scottish Opera (dans le rôle d'Amfortas en 2000, notamment), Welsh National Opera, Glyndebourne Touring Opera et Nederlandse Opera.
En 1995, Best effectue une tournée avec John Eliot Gardiner dans sa production de Fidelio de Beethoven, dans le rôle de Pizarro, qu'il enregistre. La même année, il chante le Grand Prêtre dans Alceste à Glyndebourne.
Parallèlement à sa carrière de chanteur, il est le fondateur en 1973 et le chef de l'ensemble Corydon Singers, qui devient l'un des chœurs les plus importants de Grande-Bretagne et se distingue avec une riche discographie réalisée pour le label Hyperion. Ses enregistrements de Beethoven et de Bruckner, notamment, sont remarqués,.
En 1991, il fonde aussi le Corydon Orchestra, qu'il dirige.
À partir de 1985, Matthew Best collabore avec l'English Chamber Orchestra. Il travaille également comme chef invité avec des orchestres au Royaume-Uni, le City of London Sinfonia, les BBC Singers et les London Mozart Players, notamment, ainsi qu'en Europe, et est nommé chef principal du Hanover Band en 1998,.
À compter de 2015, il est professeur de chant au Royal Northern College of Music.
Matthew Best meurt le 10 mai 2025 à l'âge de 68 ans,.

## Discographie
Selon Hans Roelofs, Matthieu Best est l'un des meilleurs interprètes de la musique religieuse de Bruckner. Ses disques comprennent des interprétations des œuvres de Bruckner suivantes : Requiem, Messe no 2 (version 1882) et les Psaumes 114 et 112 qui sont probablement le nec plus ultra. Son disque consacré aux motets de Bruckner et de ses interprétations ou exécutions de Messes no 1 et 3, Aequali, Libera me (II), Te Deum et le Psaume 150 sont aussi parmi les meilleurs.
- Bruckner, Motets - Matthew Best, Corydon Singers (1982, Hyperion CDA66062)
- Bruckner, Messe en mi mineur, Libera me, deux Æquale - Matthew Best, Corydon Singers, English Chamber Orchestra wind ensemble,  (1985, Hyperion CDA66177)
- Bruckner, Requiem, Psaumes 112 & 114 - Matthew Best, Corydon Singers, English Chamber Orchestra (1987, Hyperion CDA66245)
- Bruckner, Messe en fa mineur, Psaume 150 - Matthew Best, Corydon Singers & Orchestra (1992, Hyperion CDA66599)
- Bruckner, Messe en ré mineur, Te Deum - Matthew Best, Corydon Singers & Orchestra (1993, Hyperion CDA 66650)